# Fray Antonio de Guevara
Pour les articles homonymes, voir Guevara.
Fray Antonio de Guevara (v. 1480 - 1545) fut prédicateur franciscain, chroniqueur et orateur de Charles Quint. Il rédigea de nombreux discours pour ce dernier et contribua amplement à forger une idéologie propre à l'empire hispanique. Sa vision de l'empire est pacifiste et messianique. Il défend l'idée d'un empire plus spirituel que matériel et prend la défense de l'indigène qu'il perçoit comme un bon sauvage. L'indigène est un homme proche de l'âge d'or qui se doit d'être préservé. Il est tout l'opposé de l'occidental, un être mondain et corrompu. Sa pensée est fortement influencée par le stoïcisme, Érasme et l'utopisme de Thomas More. Ses écrits connaissent un énorme succès en Europe, on estime à 600 le nombre d'éditions de ses œuvres.
Un des livres de Guevara, resté longtemps méconnu, retient aujourd'hui l'attention des critiques. Il s'agit du Réveil-matin des courtisans. Cet ouvrage, publié en 1539 sous le titre Aviso de privados y doctrina de cortesanos (Avis pour les favoris et manuel des courtisans), fut baptisé à partir de 1605 Despertador de cortesanos (Le réveille-matin des courtisans). L'ouvrage constitue en effet le premier volet d'une réflexion sur la vie de cour et Guevara poursuit sa réflexion dans le Menosprecio de corte (Le mépris de la cour), où il s'adresse au courtisan qui aurait décidé de se retirer.

## Œuvres
- Libro áureo de Marco Aurelio (Séville, 1528).
- Reloj de Príncipes (Valladolid, 1529).
- Menosprecio de corte y alabanza de aldea (Valladolid, 1539).
- Epístolas familiares (Valladolid, 1539 y 1541).
- Una década de Césares, es a saber: Las vidas de diez emperadores romanos que imperaron en los tiempos del buen Marco Aurelio (Valladolid, 1539).
- Arte del Marear y de los inventores de ella: con muchos avisos para los que navegan en ellas. (Valladolid 1539).
- Aviso de privados y doctrina de cortesanos (Valladolid 1539).
- Oratorio de religiosos y ejercicio de virtuosos (Valladolid, 1542).
- Monte Calvario
- L'art de naviguer (vagabonde, 2010)

Traduction en français :
Les Epistres dorées, et discours salutaires, de Don Antoine de Guevare, à Paris, pour Galiot du Pré, Libraire juré de l’Université, demourant rue sainct Jacques, 1570
Bilingue :
- Antonio de Guevara, Le réveille-matin des courtisans ou Moyens légitimes pour parvenir à la faveur et pour s'y maintenir, éd. bilingue critique de Nathalie Peyrebonne, Paris, Honoré Champion, 1999.
- Antonio de Guevara, Du mespris de la court et de la louange de la vie rustique, éd. bilingue critique de Nathalie Peyrebonne, Paris, Classiques Garnier, 2012.

## Autour de l'œuvre
Il est supposé être l'auteur d'une réfutation majeure (Refutatio major) de l'existence du nouveau monde et des îles inutiles, dont s'inspire La réfutation majeure, œuvre de Pierre Senges (2004),.